# Cantó d'Allonnes (Maine i Loira)
El cantó d'Allonnes és una antiga divisió administrativa francesa del departament de Maine i Loira, situat al districte de Saumur. Té 7 municipis i el cap es Allonnes. Va desaparèixer el 2015.

## Municipis
- Allonnes
- Brain-sur-Allonnes
- La Breille-les-Pins
- Neuillé
- Varennes-sur-Loire
- Villebernier
- Vivy

## Història
| Data d'elecció                           | Identitat         | Partit         | Qualitat |
| ---------------------------------------- | ----------------- | -------------- | -------- |
| 1961-1979                                | Amédée Ossant     | Divers droite  |          |
| 1979-1992                                | Pierre Constantin | UDF            |          |
| 1992-1994                                | Armand Goyet      | Divers gauche  |          |
| 1994-2011                                | Allain Richard    | Sense etiqueta |          |
| 2011-2015                                | Guy Bertin        | Divers droite  |          |
| les dades anteriors no són pas conegudes |                   |                |          |
|                                          |                   |                |          |

## Demografia
| A partir de 1990: Població sense dobles comptes |